# Чемпіонат малих країн Європи з волейболу
Чемпіонат малих країн Європи з волейболу — змагання для національних збірних команд країн-членів Європейської конфедерації волейболу (ЄКВ), що входять у Дивізіон малих країн (Small Countries Division — SCD). Засновано ЄКВ для країн з малою кількістю населення або низьким рівнем розвитку волейболу. Проводиться раз у два роки по непарних роках для чоловічих (з 1988) і для жіночих (з 1990) команд. Назва змагань неодноразово змінювалась: Турнір малих країн Європи (перші змагання), чемпіонат малих країн Європи, чемпіонат Європи — дивізіон «С» (1998), чемпіонат Європи — категорія «С» (2000—2004), чемпіонат Європи — дивізіон малих країн (з 2007).

## Схема змагань
У змаганнях беруть участь національні збірні країн-членів SCD, куди входять Андорра, Гібралтар, Гренландія, Ірландія, Ісландія, Кіпр, Ліхтенштейн, Люксембург, Мальта, Монако, Сан-Марино, Північна Ірландія, Уельс, Фарерські острови, Шотландія.

## Переможці

### Чоловіки
| Рік  | Місце проведення фінального турніру | Золото     | Срібло     | Бронза            |
| ---- | ----------------------------------- | ---------- | ---------- | ----------------- |
| 1988 | Люксембург                          | Люксембург | Кіпр       |                   |
| 1990 | Мальта                              | Андорра    |            |                   |
| 1992 | Сан-Марино                          | Кіпр       | Сан-Марино |                   |
| 1994 | Сан-Марино                          | Сан-Марино | Монако     | Кіпр              |
| 1996 | Сан-Марино                          | Кіпр       | Сан-Марино |                   |
| 1998 | Мальта                              | Кіпр       | Шотландія  |                   |
| 2000 | Мальта                              | Кіпр       | Шотландія  | Люксембург        |
| 2002 | Андорра                             | Кіпр       | Ісландія   | Шотландія         |
| 2004 | Люксембург                          | Кіпр       | Люксембург | Фарерські острови |
| 2007 | Кіпр                                | Кіпр       | Андорра    | Люксембург        |
| 2009 | Люксембург                          | Кіпр       | Люксембург | Ісландія          |
| 2011 | Андорра                             | Кіпр       | Люксембург | Андорра           |
| 2013 | Кіпр                                | Кіпр       | Шотландія  | Люксембург        |
| 2015 | Люксембург                          | Люксембург | Кіпр       | Шотландія         |

### Жінки
| Рік  | Місце проведення фінального турніру | Золото     | Срібло     | Бронза      |
| ---- | ----------------------------------- | ---------- | ---------- | ----------- |
| 1990 | Люксембург                          |            |            |             |
| 1992 | Гібралтар                           | Люксембург | Сан-Марино | Кіпр        |
| 1994 | Сан-Марино                          | Кіпр       | Люксембург | Ісландія    |
| 1996 | Мальта                              | Кіпр       | Люксембург | Мальта      |
| 1998 | Ліхтенштейн                         | Кіпр       | Люксембург | Сан-Марино  |
| 2000 | Мальта                              | Кіпр       | Сан-Марино | Мальта      |
| 2002 | Люксембург                          | Сан-Марино | Кіпр       | Люксембург  |
| 2004 | Ліхтенштейн                         | Кіпр       | Люксембург | Ліхтенштейн |
| 2007 | Шотландія                           | Ісландія   | Люксембург | Кіпр        |
| 2009 | Ліхтенштейн                         | Кіпр       | Сан-Марино | Люксембург  |
| 2011 | Люксембург                          | Кіпр       | Сан-Марино | Люксембург  |
| 2013 | Мальта                              | Кіпр       | Сан-Марино | Шотландія   |
| 2015 | Ліхтенштейн                         | Кіпр       | Шотландія  | Люксембург  |